# Plectrocnemia anaklima
Plectrocnemia anaklima är en nattsländeart som beskrevs av Malicky 1995. Plectrocnemia anaklima ingår i släktet Plectrocnemia och familjen fångstnätnattsländor. Inga underarter finns listade i Catalogue of Life.